# Matthew Ridley, 1. Viscount Ridley

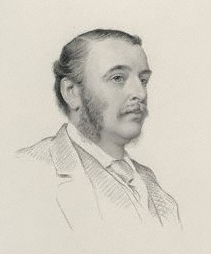
Matthew White Ridley, 1. Viscount Ridley

Matthew White Ridley, 1. Viscount Ridley (* 25. Juli 1842 in London; † 28. November 1904 in Blagdon, North Somerset) war ein Politiker der Conservative Party, der zwischen 1868 und 1900 Mitglied des House of Commons sowie von 1895 bis 1900 Innenminister war. 1900 wurde er zum Peer erhoben und war damit bis zu seinem Tod Mitglied des House of Lords.

## Leben

### Unterhausabgeordneter

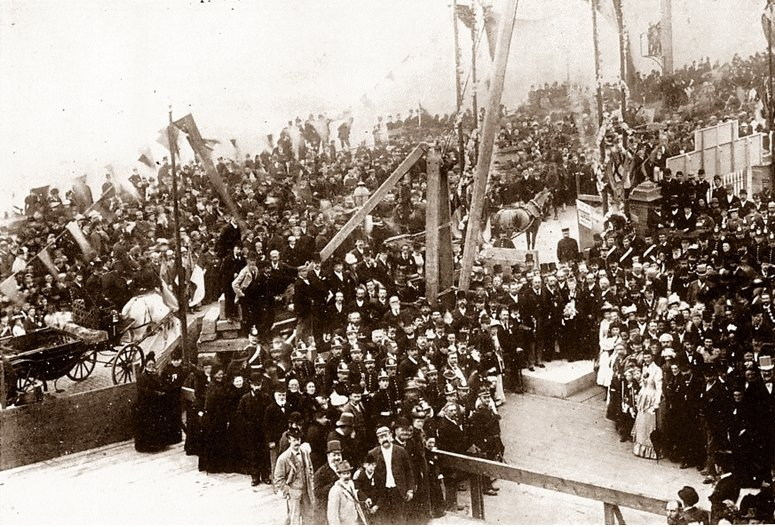
Grundsteinlegung für den Blackpool Tower am 25. September 1891

Ridley war ein Sohn von Sir Matthew Ridley, 4. Baronet, der zwischen 1859 und 1868 ebenfalls Mitglied des House of Commons war, sowie dessen Ehefrau Cecilia Anne Parke. Nach dem Schulbesuch absolvierte er ein Studium der Rechtswissenschaften und erhielt 1864 seine anwaltliche Zulassung bei der Rechtsanwaltskammer von Inner Temple.
Am 17. November 1868 wurde er als Kandidat der Conservative Party erstmals zum Mitglied des House of Commons gewählt und übernahm dabei von seinem Vater den Wahlkreis North Northumberland, den er bis zum 24. November 1885 vertrat. Neben seiner parlamentarischen Tätigkeit fungierte er zwischen 1873 und 1895 auch als Vorsitzender des Quartalsgerichtshofes (Court of Quarter Sessions) der Grafschaft Northumberland und erbte beim Tod seines Vaters am 25. September 1877 auch dessen Titel als 5. Baronet, of Blagdon in the County of Northumberland. 1878 übernahm er sein erstes Regierungsamt und fungierte bis 1880 als Unterstaatssekretär im Innenministerium (Home Office).
Nach dem Wahlsieg der konservativen Tories übernahm er am 23. Juni 1885 nach seiner Ernennung durch Premierminister Robert Gascoyne-Cecil, 3. Marquess of Salisbury das Amt des Finanzsekretärs im Schatzamt (Financial Secretary to the Treasury) und bekleidete dieses bis zum 1. Februar 1886.
Am 20. August 1886 wurde er für die Conservative Party im Wahlkreis Blackpool wieder zum Abgeordneten in das Unterhaus gewählt und gehörte diesem nunmehr bis zum 11. Dezember 1900 an. Als solcher legte er am 25. September 1891 im Beisein der örtlichen Prominenz mit einer Zeitkapsel feierlich den Grundstein für den Blackpool Tower.

### Innenminister und Oberhausmitglied
Ridley, der 1892 Mitglied des Privy Council wurde, wurde am 25. Juni 1895 von Premierminister Salisbury zum Innenminister (Home Secretary) berufen und bekleidete dieses Amt bis zum 7. November 1900. Sein Nachfolger als Innenminister wurde daraufhin der bisherige Handelsminister Charles Ritchie.
Zugleich fungierte er zwischen 1895 und seinem Tod 1904 als Kommissar für Kirchenangelegenheiten und war daneben zeitweilig auch Oberst der Kavallerieverbände von Northumberland (Northumberland Yeomanry Cavalry). Ferner bekleidete er zwischen 1902 und seinem Tod auch die Funktion als Vorstandsvorsitzender des Eisenbahnunternehmens North Eastern Railway (NER).
Nach seinem Ausscheiden aus dem Unterhaus wurde Ridley durch ein Letters Patent vom 19. Dezember 1900 zum Viscount Ridley und Baron Wensleydale, of Blagdon and Blyth both in the County of Northumberland, erhoben und wurde dadurch Mitglied des House of Lords.
Am 10. Dezember 1873 heiratete er Mary Georgiana Marjoribanks, eine Tochter von Dudley Marjoribanks, 1. Baron Tweedmouth. Aus dieser Ehe gingen zwei Söhne und drei Töchter hervor, darunter der älteste Sohn Matthew White Ridley, der bei seinem Tod die Adelstitel erbte.